# National Women's Soccer League 2021
La National Women's Soccer League 2021 fue la 9.ª edición de la National Women's Soccer League (NWSL), máxima categoría del fútbol femenino en Estados Unidos. Si se incluyen los torneos predecesores de la NWSL, la Women's Professional Soccer (2009-2011) y la Women's United Soccer Association (2001-2003), esta fue la 15.ª temporada aprobada por la FIFA en esa categoría.
El 18 de noviembre de 2020, la liga anunció un nuevo formato de competición para el 2021. La NWSL Challenge Cup formará parte de la temporada anual y se jugará en abril, días antes del torneo regular que comenzará en mayo. Seis equipos clasificarán a las eliminatorias, en vez de cuatro, como en ediciones anteriores.
Con respecto a la edición anterior, el torneo pasó de 9 a 10 equipos participantes debido a la incorporación de dos nuevos clubes, Racing Louisville FC y Kansas City NWSL, y la desaparición del Utah Royals FC.
Washington Spirit se consagró campeón de la NWSL por primera vez en su historia tras vencer por 2-1 al Chicago Red Stars en la final.

## Challenge Cup
La segunda edición de la NWSL Challenge Cup se jugó del 9 de abril al 8 de mayo. Portland Thorns levantó su primera Challenge Cup luego de empatar en la final 1-1 frente al NJ/NY Gotham FC y vencer 6-5 en la tanda de penales.

## Formato
La competición consiste de 10 equipos y se divide en dos fases: la temporada regular y la fase de eliminatorias.
En la temporada regular los equipos se enfrentán entre sí, jugando cada uno de ellos un total de 24 partidos (12 de local y 12 de visitante). El equipo que finalice primero obtiene el NWSL Shield y los 6 primeros avanzan a la siguiente fase de eliminatorias, de los cuales los dos primeros avanzarán directamente a la segunda ronda.

### Reglas de desempate
El factor determinante inicial para la posición de un equipo en la tabla es la mayoría de puntos obtenidos, con tres puntos ganados por una victoria, un punto por un empate y cero puntos por una derrota. Si dos o más equipos empatan en el total de puntos, al determinar el rango y la clasificación a la fase final, la NWSL usa los siguientes criterios de desempate, aplicando los criterios desde el punto 1 al 5 hasta que todos los equipos estén clasificados. Se utilizará el lanzamiento de moneda o sorteo si todos los criterios fallan.
1. Registro de victorias y derrotas entre los equipos empatados (o puntos por juego si hay más de dos equipos).
2. Mayor diferencia de goles en toda la temporada (contra todos los equipos).
3. Mayor número total de goles marcados (contra todos los equipos).
4. Aplique los criterios 1 al 3 a los partidos de visitante.
5. Aplique los criterios 1 al 3 a los partidos de local.

Nota: Si dos equipos permanecen empatados después de que otro equipo con el mismo número de puntos avanza durante cualquier paso, el criterio de desempate se aplica desde el punto 1 a los dos equipos empatados.

## Equipos
| Equipo                 | Ciudad                   | Entrenador     | Estadio                          | Capacidad |
| ---------------------- | ------------------------ | -------------- | -------------------------------- | --------- |
| Chicago Red Stars      | Bridgeview, Illinois     | Rory Dames     | SeatGeek Stadium                 | 20.000    |
| Houston Dash           | Houston, Texas           | James Clarkson | BBVA Stadium                     | 7.000     |
| Kansas City NWSL       | Kansas City, Kansas      | Huw Williams   | Field of Legends                 | 10.385    |
| NJ/NY Gotham FC        | Harrison, Nueva Jersey   | Freya Coombe   | Red Bull Arena                   | 25.000    |
| North Carolina Courage | Cary, Carolina del Norte | Paul Riley     | Sahlen's Stadium                 | 10.000    |
| OL Reign               | Tacoma, Washington       | Farid Benstiti | Cheney Stadium                   | 6.500     |
| Orlando Pride          | Orlando, Florida         | Marc Skinner   | Exploria Stadium                 | 25.500    |
| Portland Thorns        | Portland, Oregón         | Mark Parsons   | Providence Park                  | 25.218    |
| Racing Louisville FC   | Louisville, Kentucky     | Christy Holly  | Lynn Family Stadium              | 11.700    |
| Washington Spirit      | Washington D. C.         | Richie Burke   | Audi Field                       | 20.000    |
| Washington Spirit      | Washington D. C.         | Richie Burke   | Segra Field (Leesburg, Virginia) | 5.000     |

1. ↑  Houston Dash limita la venta de entradas a 7.000 cuando juega de local. La capacidad máxima de su estadio es de 22.039 personas.[7]

## Clasificación
| Pos. | Equipo                 | Pts. | PJ | G  | E  | P  | GF | GC | Dif. | Clasificación               |
| ---- | ---------------------- | ---- | -- | -- | -- | -- | -- | -- | ---- | --------------------------- |
| 1    | Portland Thorns FC (N) | 44   | 24 | 13 | 5  | 6  | 33 | 17 | +16  | NWSL Shield                 |
| 2    | OL Reign               | 42   | 24 | 13 | 3  | 8  | 37 | 24 | +13  | Eliminatorias - Semifinales |
| 3    | Washington Spirit (C)  | 39   | 24 | 11 | 6  | 7  | 29 | 26 | +3   | Eliminatorias - 1ra ronda   |
| 4    | Chicago Red Stars      | 38   | 24 | 11 | 5  | 8  | 28 | 28 | 0    | Eliminatorias - 1ra ronda   |
| 5    | NJ/NY Gotham FC        | 35   | 24 | 8  | 11 | 5  | 29 | 21 | +8   | Eliminatorias - 1ra ronda   |
| 6    | North Carolina Courage | 33   | 24 | 9  | 6  | 9  | 28 | 23 | +5   | Eliminatorias - 1ra ronda   |
| 7    | Houston Dash           | 32   | 24 | 9  | 5  | 10 | 31 | 31 | 0    |                             |
| 8    | Orlando Pride          | 28   | 24 | 7  | 7  | 10 | 27 | 32 | −5   |                             |
| 9    | Racing Louisville FC   | 22   | 24 | 5  | 7  | 12 | 21 | 40 | −19  |                             |
| 10   | Kansas City NWSL       | 16   | 24 | 3  | 7  | 14 | 15 | 36 | −21  |                             |

Actualizado a los partidos jugados el 31 de octubre de 2021.
 Fuente: NWSL
Criterios de clasificación: Reglas de desempate

## Resultados
- Los horarios corresponden a la hora del este (EDT) de Estados Unidos: UTC-4

| Semana 1             | Semana 1  | Semana 1               | Semana 1            | Semana 1   | Semana 1 |
| Local                | Resultado | Visitante              | Estadio             | Fecha      | Hora     |
| -------------------- | --------- | ---------------------- | ------------------- | ---------- | -------- |
| Racing Louisville FC | 0 - 0     | Kansas City            | Lynn Family Stadium | 15 de mayo | 17:00    |
| NJ/NY Gotham FC      | 1 - 0     | Houston Dash           | Red Bull Arena      | 15 de mayo | 19:00    |
| OL Reign             | 0 - 0     | North Carolina Courage | Cheney Stadium      | 15 de mayo | 22:00    |
| Orlando Pride        | 1 - 1     | Washington Spirit      | Exploria Stadium    | 16 de mayo | 18:00    |
| Portland Thorns FC   | 5 - 0     | Chicago Red Stars      | Providence Park     | 16 de mayo | 19:00    |

| Semana 2               | Semana 2  | Semana 2          | Semana 2            | Semana 2   | Semana 2 |
| Local                  | Resultado | Visitante         | Estadio             | Fecha      | Hora     |
| ---------------------- | --------- | ----------------- | ------------------- | ---------- | -------- |
| Racing Louisville      | 2 - 0     | Washington Spirit | Lynn Family Stadium | 21 de mayo | 19:30    |
| North Carolina Courage | 1 - 2     | Orlando Pride     | Sahlen’s Stadium    | 22 de mayo | 19:00    |
| Chicago Red Stars      | 0 - 0     | NJ/NY Gotham FC   | SeatGeek Stadium    | 22 de mayo | 20:00    |
| Portland Thorns FC     | 1 - 2     | OL Reign          | Providence Park     | 23 de mayo | 18:00    |
| Houston Dash           | 2 - 2     | Kansas City       | BBVA Stadium        | 23 de mayo | 19:00    |

| Semana 3               | Semana 3  | Semana 3             | Semana 3         | Semana 3   | Semana 3 |
| Local                  | Resultado | Visitante            | Estadio          | Fecha      | Hora     |
| ---------------------- | --------- | -------------------- | ---------------- | ---------- | -------- |
| Orlando Pride          | 2 - 1     | Portland Thorns FC   | Exploria Stadium | 26 de mayo | 19:00    |
| Kansas City            | 0 - 2     | Chicago Red Stars    | Legends Field    | 26 de mayo | 20:00    |
| Washington Spirit      | 2 - 1     | Houston Dash         | BBVA Stadium     | 26 de mayo | 20:30    |
| North Carolina Courage | 5 - 0     | Racing Louisville FC | Sahlen’s Stadium | 28 de mayo | 19:00    |
| Houston Dash           | 2 - 1     | Chicago Red Stars    | BBVA Stadium     | 29 de mayo | 19:30    |
| NJ/NY Gotham FC        | 0 - 1     | Portland Thorns FC   | Red Bull Arena   | 30 de mayo | 15:00    |
| Orlando Pride          | 1 - 0     | Kansas City          | Exploria Stadium | 30 de mayo | 18:00    |
| OL Reign               | 0 - 1     | Washington Spirit    | Cheney Stadium   | 30 de mayo | 19:00    |

| Semana 4           | Semana 4  | Semana 4               | Semana 4         | Semana 4   | Semana 4 |
| Local              | Resultado | Visitante              | Estadio          | Fecha      | Hora     |
| ------------------ | --------- | ---------------------- | ---------------- | ---------- | -------- |
| Chicago Red Stars  | 1 - 0     | North Carolina Courage | SeatGeek Stadium | 5 de junio | 14:00    |
| NJ/NY Gotham FC    | 1 - 0     | OL Reign               | Red Bull Arena   | 5 de junio | 19:00    |
| Portland Thorns FC | 3 - 0     | Racing Louisville FC   | Providence Park  | 5 de junio | 22:30    |
| Kansas City        | 0 - 1     | Houston Dash           | Legends Field    | 6 de junio | 14:00    |
| Washington Spirit  | 1 - 1     | Orlando Pride          | Audi Field       | 6 de junio | 14:00    |

| Semana 5               | Semana 5  | Semana 5          | Semana 5            | Semana 5    | Semana 5 |
| Local                  | Resultado | Visitante         | Estadio             | Fecha       | Hora     |
| ---------------------- | --------- | ----------------- | ------------------- | ----------- | -------- |
| North Carolina Courage | 2 - 1     | OL Reign          | Sahlen’s Stadium    | 19 de junio | 16:00    |
| Chicago Red Stars      | 1 - 1     | Washington Spirit | SeatGeek Stadium    | 19 de junio | 20:00    |
| Racing Louisville FC   | 1 - 0     | Houston Dash      | Lynn Family Stadium | 20 de junio | 15:00    |
| Portland Thorns FC     | 1 - 0     | Kansas City       | Providence Park     | 20 de junio | 16:00    |
| Orlando Pride          | 1 - 1     | NJ/NY Gotham FC   | Exploria Stadium    | 20 de junio | 18:00    |

| Semana 6               | Semana 6  | Semana 6               | Semana 6            | Semana 6    | Semana 6 |
| Local                  | Resultado | Visitante              | Estadio             | Fecha       | Hora     |
| ---------------------- | --------- | ---------------------- | ------------------- | ----------- | -------- |
| OL Reign               | 2 - 0     | Chicago Red Stars      | Cheney Stadium      | 22 de junio | 22:00    |
| Kansas City            | 1 - 3     | Orlando Pride          | Legends Field       | 23 de junio | 14:00    |
| Racing Louisville FC   | 0 - 2     | North Carolina Courage | Lynn Family Stadium | 23 de junio | 19:30    |
| Chicago Red Stars      | 0 - 3     | Racing Louisville      | SeatGeek Stadium    | 26 de junio | 14:00    |
| OL Reign               | 0 - 3     | NJ/NY Gotham FC        | Cheney Stadium      | 26 de junio | 16:00    |
| North Carolina Courage | 2 - 0     | Portland Thorns FC     | Sahlen’s Statdium   | 26 de junio | 19:00    |
| Houston Dash           | 2 - 1     | Orlando Pride          | BBVA Stadium        | 26 de junio | 20:00    |
| Kansas City            | 1 - 2     | Washington Spirit      | Legends Field       | 26 de junio | 20:30    |

| Semana 7             | Semana 7  | Semana 7               | Semana 7            | Semana 7   | Semana 7 |
| Local                | Resultado | Visitante              | Estadio             | Fecha      | Hora     |
| -------------------- | --------- | ---------------------- | ------------------- | ---------- | -------- |
| NJ/NY Gotham FC      | 1 - 1     | Kansas City            | Red Bull Arena      | 2 de julio | 19:00    |
| Washington Spirit    | 0 - 1     | Chicago Red Stars      | Segra Field         | 2 de julio | 19:30    |
| Houston Dash         | 2 - 0     | OL Reign               | BBVA Stadium        | 2 de julio | 20:30    |
| Racing Louisville FC | 0 - 2     | Portland Thorns FC     | Lynn Family Stadium | 3 de julio | 19:30    |
| Orlando Pride        | 0 - 2     | North Carolina Courage | Exploria Stadium    | 4 de julio | 18:00    |

| Semana 8           | Semana 8  | Semana 8               | Semana 8         | Semana 8    | Semana 8 |
| Local              | Resultado | Visitante              | Estadio          | Fecha       | Hora     |
| ------------------ | --------- | ---------------------- | ---------------- | ----------- | -------- |
| Orlando Pride      | 1 - 1     | Racing Louisville FC   | Exploria Stadium | 9 de julio  | 19:00    |
| Washington Spirit  | 2 - 0     | North Carolina Courage | Audi Field       | 10 de julio | 19:00    |
| Portland Thorns FC | 0 - 0     | NJ/NY Gotham FC        | Providence Park  | 11 de julio | 15:00    |
| Chicago Red Stars  | 2 - 1     | Houston Dash           | SeatGeek Stadium | 11 de julio | 18:00    |
| OL Reign           | 2 - 0     | Kansas City            | Cheney Stadium   | 11 de julio | 19:00    |

| Semana 9               | Semana 9  | Semana 9        | Semana 9         | Semana 9    | Semana 9 |
| Local                  | Resultado | Visitante       | Estadio          | Fecha       | Hora     |
| ---------------------- | --------- | --------------- | ---------------- | ----------- | -------- |
| North Carolina Courage | 1 - 2     | Houston Dash    | Sahlen’s Stadium | 17 de julio | 19:00    |
| Washington Spirit      | 2 - 3     | NJ/NY Gotham FC | Segra Field      | 18 de julio | 17:00    |
| Chicago Red Stars      | 3 - 1     | OL Reign        | SeatGeek Stadium | 18 de julio | 18:00    |
| Portland Thorns FC     | 2 - 1     | Orlando Pride   | Providence Park  | 18 de julio | 22:30    |

| Semana 10            | Semana 10 | Semana 10              | Semana 10           | Semana 10   | Semana 10 |
| Local                | Resultado | Visitante              | Estadio             | Fecha       | Hora      |
| -------------------- | --------- | ---------------------- | ------------------- | ----------- | --------- |
| Kansas City          | 0 - 0     | North Carolina Courage | Legends Field       | 23 de julio | 20:00     |
| Orlando Pride        | 0 - 2     | OL Reign               | Exploria Stadium    | 24 de julio | 19:00     |
| Houston Dash         | 0 - 1     | Portland Thorns FC     | BBVA Stadium        | 24 de julio | 20:30     |
| NJ/NY Gotham FC      | 2 - 1     | Chicago Red Stars      | Red Bull Arena      | 25 de julio | 17:00     |
| Racing Louisville FC | 0 - 2     | Washington Spirit      | Lynn Family Stadium | 25 de julio | 19:30     |

| Semana 11              | Semana 11 | Semana 11            | Semana 11        | Semana 11   | Semana 11 |
| Local                  | Resultado | Visitante            | Estadio          | Fecha       | Hora      |
| ---------------------- | --------- | -------------------- | ---------------- | ----------- | --------- |
| North Carolina Courage | 1 - 1     | Orlando Pride        | Sahlen’s Stadium | 31 de julio | 19:00     |
| OL Reign               | 2 - 0     | Racing Louisville FC | Cheney Stadium   | 31 de julio | 22:00     |
| Portland Thorns FC     | 2 - 0     | Kansas City          | Providence Park  | 1 de agosto | 15:00     |
| Chicago Red Stars      | 3 - 1     | Washington Spirit    | SeatGeek Stadium | 1 de agosto | 18:00     |
| Houston Dash           | 1 - 1     | NJ/NY Gotham FC      | BBVA Stadium     | 1 de agosto | 19:00     |

| Semana 12            | Semana 12 | Semana 12              | Semana 12           | Semana 12   | Semana 12 |
| Local                | Resultado | Visitante              | Estadio             | Fecha       | Hora      |
| -------------------- | --------- | ---------------------- | ------------------- | ----------- | --------- |
| NJ/NY Gotham FC      | 0 - 1     | North Carolina Courage | Red Bull Arena      | 7 de agosto | 19:00     |
| Washington Spirit    | 0 - 1     | Portland Thorns FC     | Segra Field         | 7 de agosto | 19:30     |
| OL Reign             | 5 - 1     | Houston Dash           | Cheney Stadium      | 7 de agosto | 22:00     |
| Racing Louisville FC | 3 - 1     | Kansas City            | Lynn Family Stadium | 8 de agosto | 15:00     |
| Chicago Red Stars    | 0 - 2     | Orlando Pride          | SeatGeek Stadium    | 8 de agosto | 18:00     |

| Semana 13              | Semana 13                                                                                               | Semana 13            | Semana 13        | Semana 13    | Semana 13 |
| Local                  | Resultado                                                                                               | Visitante            | Estadio          | Fecha        | Hora      |
| ---------------------- | --- | -------------------- | ---------------- | ------------ | --------- |
| Houston Dash           | 2 - 2 (enlace roto disponible en Internet Archive; véase el historial, la primera versión y la última). | Washington Spirit    | BBVA Stadium     | 13 de agosto | 20:30     |
| Orlando Pride          | 1 - 1                                                                                                   | Portland Thorns FC   | Exploria Stadium | 14 de agosto | 19:00     |
| Kansas City            | 1 - 0                                                                                                   | OL Reign             | Legends Field    | 14 de agosto | 20:00     |
| NJ/NY Gotham FC        | 1 - 1                                                                                                   | Racing Louisville FC | Red Bull Arena   | 15 de agosto | 17:00     |
| North Carolina Courage | 1 - 0                                                                                                   | Chicago Red Stars    | Sahlen’s Stadium | 15 de agosto | 18:00     |

| Semana 14              | Semana 14 | Semana 14         | Semana 14           | Semana 14    | Semana 14 |
| Local                  | Resultado | Visitante         | Estadio             | Fecha        | Hora      |
| ---------------------- | --------- | ----------------- | ------------------- | ------------ | --------- |
| Racing Louisville FC   | 1 - 1     | Chicago Red Stars | Lynn Family Stadium | 18 de agosto | 20:17     |
| North Carolina Courage | 4 - 0     | Kansas City       | Sahlen’s Stadium    | 21 de agosto | 19:00     |
| OL Reign               | 3 - 2     | NJ/NY Gotham FC   | Cheney Stadium      | 21 de agosto | 22:00     |
| Washington Spirit      | 2 - 1     | Orlando Pride     | Audi Field          | 22 de agosto | 16:00     |

| Semana 15          | Semana 15 | Semana 15              | Semana 15        | Semana 15    | Semana 15 |
| Local              | Resultado | Visitante              | Estadio          | Fecha        | Hora      |
| ------------------ | --------- | ---------------------- | ---------------- | ------------ | --------- |
| Kansas City        | 2 - 1     | Racing Louisville FC   | Legends Field    | 25 de agosto | 20:00     |
| Portland Thorns FC | 2 - 1     | NJ/NY Gotham FC        | Providence Park  | 25 de agosto | 22:30     |
| Chicago Red Stars  | 3 - 0     | Kansas City            | SeatGeek Stadium | 28 de agosto | 20:00     |
| Washington Spirit  | 0 - 0     | North Carolina Courage | Audi Field       | 29 de agosto | 17:00     |
| NJ/NY Gotham FC    | 0 - 1     | Orlando Pride          | Red Bull Arena   | 29 de agosto | 17:30     |
| OL Reign           | 2 - 1     | Portland Thorns FC     | Cheney Stadium   | 29 de agosto | 19:00     |
| Houston Dash       | 1 - 0     | Racing Louisville FC   | BBVA Stadium     | 29 de agosto | 19:30     |

| Semana 16            | Semana 16 | Semana 16              | Semana 16           | Semana 16       | Semana 16 |
| Local                | Resultado | Visitante              | Estadio             | Fecha           | Hora      |
| -------------------- | --------- | ---------------------- | ------------------- | --------------- | --------- |
| Houston Dash         | 0 - 1     | OL Reign               | BBVA Stadium        | 1 de septiembre | 20:00     |
| NJ/NY Gotham FC      | 0 - 0     | Chicago Red Stars      | Red Bull Arena      | 4 de septiembre | 19:00     |
| Racing Louisville FC | 1 - 1     | OL Reign               | Lynn Family Stadium | 4 de septiembre | 19:30     |
| Portland Thorns FC   | 3 - 0     | Washington Spirit      | Providence Park     | 4 de septiembre | 22:30     |
| Orlando Pride        | 1 - 1     | Houston Dash           | Exploria Stadium    | 5 de septiembre | 16:00     |
| Kansas City          | 0 - 0     | North Carolina Courage | Legends Field       | 5 de septiembre | 19:00     |
| 1.                   |           |                        |                     |                 |           |

| Semana 17              | Semana 17 | Semana 17            | Semana 17           | Semana 17        | Semana 17 |
| Local                  | Resultado | Visitante            | Estadio             | Fecha            | Hora      |
| ---------------------- | --------- | -------------------- | ------------------- | ---------------- | --------- |
| Houston Dash           | 1 - 1     | Chicago Red Stars    | BBVA Stadium        | 10 de septiembre | 20:30     |
| Orlando Pride          | 3 - 1     | Racing Louisville FC | Exploria Stadium    | 11 de septiembre | 19:00     |
| North Carolina Courage | 0 - 1     | Portland Thorns FC   | WakeMed Soccer Park | 12 de septiembre | 15:00     |
| Washington Spirit      | 0 - 3     | OL Reign             | Audi Field          | 12 de septiembre | 17:00     |
| Kansas City            | 1 - 1     | NJ/NY Gotham FC      | Legends Field       | 22 de octubre    | 20:00     |
| 1. 2.                  |           |                      |                     |                  |           |

| Semana 18            | Semana 18 | Semana 18              | Semana 18           | Semana 18        | Semana 18 |
| Local                | Resultado | Visitante              | Estadio             | Fecha            | Hora      |
| -------------------- | --------- | ---------------------- | ------------------- | ---------------- | --------- |
| NJ/NY Gotham FC      | 3 - 1     | North Carolina Courage | Red Bull Arena      | 25 de septiembre | 15:00     |
| Chicago Red Stars    | 2 - 1     | Portland Thorns FC     | SeatGeek Stadium    | 25 de septiembre | 20:00     |
| Racing Louisville FC | 0 - 4     | Houston Dash           | Lynn Family Stadium | 26 de septiembre | 15:00     |
| Washington Spirit    | 2 - 1     | Kansas City            | Segra Field         | 26 de septiembre | 17:00     |
| OL Reign             | 3 - 0     | Orlando Pride          | Cheney Stadium      | 26 de septiembre | 19:00     |

| Semana 19              | Semana 19 | Semana 19         | Semana 19           | Semana 19     | Semana 19 |
| Local                  | Resultado | Visitante         | Estadio             | Fecha         | Hora      |
| ---------------------- | --------- | ----------------- | ------------------- | ------------- | --------- |
| North Carolina Courage | 1 - 2     | Washington Spirit | Sahlen’s Stadium    | 13 de octubre | 19:30     |
| Chicago Red Stars      | 1 - 0     | Orlando Pride     | SeatGeek Stadium    | 13 de octubre | 20:00     |
| Kansas City            | 3 - 0     | Houston Dash      | Legends Field       | 13 de octubre | 20:00     |
| Portland Thorns FC     | 1 - 1     | OL Reign          | Providence Park     | 13 de octubre | 22:30     |
| Racing Louisville FC   | 1 - 1     | NJ/NY Gotham FC   | Lynn Family Stadium | 28 de octubre | 19:30     |

| Semana 20              | Semana 20 | Semana 20              | Semana 20        | Semana 20     | Semana 20 |
| Local                  | Resultado | Visitante              | Estadio          | Fecha         | Hora      |
| ---------------------- | --------- | ---------------------- | ---------------- | ------------- | --------- |
| NJ/NY Gotham FC        | 0 - 0     | Washington Spirit      | Subaru Park      | 6 de octubre  | 19:00     |
| North Carolina Courage | 3 - 1     | Racing Louisville FC   | Sahlen’s Stadium | 6 de octubre  | 19:30     |
| Portland Thorns FC     | 2 - 3     | Houston Dash           | Providence Park  | 6 de octubre  | 22:00     |
| Orlando Pride          | 2 - 3     | NJ/NY Gotham FC        | Exploria Stadium | 9 de octubre  | 19:00     |
| Washington Spirit      | 3 - 0     | Racing Louisville FC   | Audi Field       | 9 de octubre  | 19:30     |
| Kansas City            | 0 - 0     | Portland Thorns FC     | Legends Field    | 10 de octubre | 17:00     |
| Houston Dash           | 4 - 1     | North Carolina Courage | BBVA Stadium     | 10 de octubre | 19:00     |
| OL Reign               | 3 - 2     | Chicago Red Stars      | Cheney Stadium   | 10 de octubre | 19:00     |

| Semana 21              | Semana 21 | Semana 21          | Semana 21           | Semana 21     | Semana 21 |
| Local                  | Resultado | Visitante          | Estadio             | Fecha         | Hora      |
| ---------------------- | --------- | ------------------ | ------------------- | ------------- | --------- |
| Racing Louisville FC   | 3 - 1     | Orlando Pride      | Lynn Family Stadium | 16 de octubre | 19:30     |
| Chicago Red Stars      | 2 - 1     | Kansas City        | SeatGeek Stadium    | 16 de octubre | 20:00     |
| OL Reign               | 0 - 2     | Washington Spirit  | Cheney Stadium      | 16 de octubre | 22:00     |
| North Carolina Courage | 0 - 3     | NJ/NY Gotham FC    | Sahlen’s Stadium    | 17 de octubre | 14:00     |
| Houston Dash           | 0 - 1     | Portland Thorns FC | BBVA Stadium        | 17 de octubre | 19:00     |

| Semana 22          | Semana 22 | Semana 22              | Semana 22        | Semana 22     | Semana 22 |
| Local              | Resultado | Visitante              | Estadio          | Fecha         | Hora      |
| ------------------ | --------- | ---------------------- | ---------------- | ------------- | --------- |
| Orlando Pride      | 0 - 1     | Chicago Red Stars      | Exploria Stadium | 29 de octubre | 19:00     |
| Kansas City        | 0 - 3     | OL Reign               | Legends Field    | 30 de octubre | 20:00     |
| Portland Thorns FC | 0 - 0     | North Carolina Courage | Providence Park  | 30 de octubre | 22:00     |
| Washington Spirit  | 1 - 0     | Houston Dash           | Audi Field       | 31 de octubre | 14:00     |
| NJ/NY Gotham FC    | 1 - 1     | Racing Louisville FC   | Red Bull Arena   | 31 de octubre | 15:00     |

## Estadísticas

### Goleadoras
Actualizado al 31 de octubre.
| Puesto | Jugadora          | Equipo                 | Goles |
| ------ | ----------------- | ---------------------- | ----- |
| 1      | Ashley Hatch      | Washington Spirit      | 10    |
| 2      | Bethany Balcer    | OL Reign               | 9     |
| 2      | Rachel Daly       | Houston Dash           | 9     |
| 2      | Midge Purce       | NJ/NY Gotham FC        | 9     |
| 5      | Sydney Leroux     | Orlando Pride          | 8     |
| 5      | Ifeoma Onumonu    | NJ/NY Gotham FC        | 8     |
| 7      | Eugénie Le Sommer | OL Reign               | 7     |
| 7      | Sophia Smith      | Portland Thorns FC     | 7     |
| 7      | Lynn Williams     | North Carolina Courage | 7     |
| 10     | Megan Rapinoe     | OL Reign               | 6     |
| 10     | Trinity Rodman    | Washington Spirit      | 6     |
| 10     | Ebony Salmon      | Racing Louisville FC   | 6     |

### Vallas invictas
| Puesto | Portera         | Club                             | Vallas invictas |
| ------ | --------------- | -------------------------------- | --------------- |
| 1      | Casey Murphy    | North Carolina Courage           | 11              |
| 2      | Bella Bixby     | Portland Thorns FC               | 9               |
| 3      | Aubrey Bledsoe  | Washington Spirit                | 8               |
| 4      | Adrianna Franch | Portland Thorns Kansas City NWSL | 7               |
| 4      | Sarah Bouhaddi  | OL Reign                         | 7               |
| 6      | Kailen Sheridan | NJ/NY Gotham FC                  | 6               |
| 7      | Cassie Miller   | Chicago Red Stars                | 5               |
| 8      | Michelle Betos  | Racing Louisville FC             | 4               |
| 8      | Jane Campbell   | Houston Dash                     | 4               |
| 10     | Ashlyn Harris   | Orlando Pride                    | 3               |
| 10     | Alyssa Naeher   | Chicago Red Stars                | 3               |

## Eliminatorias
|  | Primera ronda | Primera ronda          | Primera ronda      |                   |   | Semifinales | Semifinales | Semifinales |  |                   | Final             | Final | Final |  |
|  |               |                        |                    |                   |   |             |             |             |  |                   |                   |       |       |  |
|  |               |                        |                    |                   |   |             |             |             |  |                   |                   |       |       |  |
|  |               |                        |                    |                   |   |             |             |             |  |                   |                   |       |       |  |
|  |               |                        |                    |                   |   |             |             |             |  |                   |                   |       |       |  |
|  |               |                        |                    |                   |   |             |             |             |  |                   |                   |       |       |  |
|  |               | 1                      | Portland Thorns FC | 0                 |   |             |             |             |  |                   |                   |       |       |  |
|  |               |                        |                    | 0                 |   |             |             |             |  |                   |                   |       |       |  |
|  |               |                        | 4                  | Chicago Red Stars | 2 |             |             |             |  |                   |                   |       |       |  |
|  | 4             | Chicago Red Stars      | 4                  | Chicago Red Stars | 2 | 1           |             |             |  |                   |                   |       |       |  |
|  | 4             | Chicago Red Stars      |                    |                   |   |             |             |             |  |                   |                   |       |       |  |
|  | 5             | NJ/NY Gotham FC        | 0                  |                   |   |             |             |             |  |                   |                   |       |       |  |
|  | 5             | NJ/NY Gotham FC        | 0                  |                   |   |             |             |             |  | Washington Spirit | Washington Spirit | 2     |       |  |
|  |               |                        |                    |                   |   |             |             |             |  | Washington Spirit | Washington Spirit | 2     |       |  |
|  |               |                        | Chicago Red Stars  | Chicago Red Stars | 1 |             |             |             |  |                   |                   |       |       |  |
|  |               |                        | Chicago Red Stars  | Chicago Red Stars | 1 |             |             |             |  |                   |                   |       |       |  |
|  |               |                        |                    |                   |   |             |             |             |  |                   |                   |       |       |  |
|  |               |                        |                    |                   |   |             |             |             |  |                   |                   |       |       |  |
|  |               | 2                      | OL Reign           | 1                 |   |             |             |             |  |                   |                   |       |       |  |
|  |               |                        |                    | 1                 |   |             |             |             |  |                   |                   |       |       |  |
|  |               |                        | 3                  | Washington Spirit | 2 |             |             |             |  |                   |                   |       |       |  |
|  | 3             | Washington Spirit      | 3                  | Washington Spirit | 2 | 1           |             |             |  |                   |                   |       |       |  |
|  | 3             | Washington Spirit      |                    |                   |   |             |             |             |  |                   |                   |       |       |  |
|  | 6             | North Carolina Courage | 0                  |                   |   |             |             |             |  |                   |                   |       |       |  |
|  | 6             | North Carolina Courage | 0                  |                   |   |             |             |             |  |                   |                   |       |       |  |
|  |               |                        |                    |                   |   |             |             |             |  |                   |                   |       |       |  |

### Primera ronda
| 7 de noviembre de 2021, 15:00 (ET) | Chicago Red Stars | 1:0     | NJ/NY Gotham FC | SeatGeek Stadium, Bridgeview, Illinois |                                |
|                                    | Pugh 61'          | Reporte |                 | Asistencia: 7.027 espectadores         | Asistencia: 7.027 espectadores |

| 7 de noviembre de 2021, 17:30 (ET) | Washington Spirit | 1:0 | North Carolina Courage | Audi Field, Washington D. C.   |                                |
|                                    | Hatch 90+23'      |     |                        | Asistencia: 5.379 espectadores | Asistencia: 5.379 espectadores |

### Semifinales
| 14 de noviembre de 2021, 15:00 (ET) | OL Reign     | 1:2     | Washington Spirit        | Cheney Stadium, Tacoma, Washington |                                |
|                                     | Le Sommer 3' | Reporte | Rodman 12' · Sanchez 68' | Asistencia: 5.273 espectadores     | Asistencia: 5.273 espectadores |

| 14 de noviembre de 2021, 17:30 (ET) | Portland Thorns FC | 0:2     | Chicago Red Stars         | Providence Park, Portland, Oregón |                                 |
|                                     |                    | Reporte | Johnson 37' · Woldmoe 59' | Asistencia: 15.832 espectadores   | Asistencia: 15.832 espectadores |

### Final
| 20 de noviembre de 2021, 12:00 (ET) | Washington Spirit                | 2:1     | Chicago Red Stars | Lynn Family Stadium, Louisville, Kentucky |                                 |
|                                     | Sullivan 67' (pen.) · O'Hara 97' | Reporte | Hill 45+5'        | Asistencia: 10.360 espectadores           | Asistencia: 10.360 espectadores |

|                                       |
|                                       |
| Campeón Washington Spirit 1.er título |

## Premios
Actualizado al 10 de octubre.

### Premios mensuales

#### Jugadora del Mes
| Mes        | Jugadora       | Club                   | Ref.   |
| ---------- | -------------- | ---------------------- | ------ |
| Mayo       | Alex Morgan    | Orlando Pride          | [ 15 ] |
| Junio      | Lynn Williams  | North Carolina Courage | [ 16 ] |
| Julio      | Ashley Hatch   | Washington Spirit      | [ 17 ] |
| Agosto     | Megan Rapinoe  | OL Reign               | [ 18 ] |
| Septiembre | Bethany Balcer | OL Reign               | [ 19 ] |

#### Equipo del Mes
| Mes        | Portera                  | Defensoras                                                                             | Mediocampistas                                                        | Delanteras                                                     | Ref.   |
| ---------- | ------------------------ | -------------------------------------------------------------------------------------- | --------------------------------------------------------------------- | -------------------------------------------------------------- | ------ |
| Mayo       | Kailen Sheridan, NJY     | Caprice Dydasco, NJY Emily Fox, LOU Phoebe McClernon, ORL Carson Pickett, NC           | Debinha, NC Crystal Dunn, POR Jessica Fishlock, RGN                   | Sydney Leroux, ORL Alex Morgan, ORL Mallory Pugh, CHI          | [ 20 ] |
| Junio      | Michelle Betos, LOU      | Caprice Dydasco, NJY (2) Abby Erceg, NC Courtney Petersen, ORL Becky Sauerbrunn, POR   | Tori Huster, WAS Kristie Mewis, HOU Sam Mewis, NC                     | Marta, ORL Trinity Rodman, WAS Lynn Williams, NC               | [ 21 ] |
| Julio      | Bella Bixby, POR         | Caprice Dydasco, NJY (3) Emily Menges, POR Meghan Klingenberg, POR Katie Naughton, HOU | Andi Sullivan, WAS Allie Long, NJY Morgan Gautrat, CHI                | Sydney Leroux, ORL (2) Mallory Pugh, CHI (2) Ashley Hatch, WAS | [ 22 ] |
| Agosto     | Casey Murphy, NC         | Caprice Dydasco, NJY (4) Emily Menges, POR (2) Ali Krieger, ORL Carson Pickett, NC (2) | Jessica Fishlock, RGN (2) Denise O'Sullivan, NC Angela Salem, POR     | Nadia Nadim, LOU Ifeoma Onumonu, NJY Megan Rapinoe, RGN        | [ 23 ] |
| Septiembre | Kailen Sheridan, NJY (2) | Tierna Davidson, CHI Sofia Huerta, RGN Estelle Johnson, NJY Casey Krueger, CHI         | Morgan Gautrat, CHI (2) Dzsenifer Marozsán, RGN Angela Salem, POR (2) | Bethany Balcer, RGN Rachel Daly, HOU Eugenie Le Sommer, RGN    | [ 24 ] |